# 少林扫地僧
少林掃地僧或無名老僧，金庸小说《天龍八部》中的神秘高僧，四十多年前就隐居于少林寺藏经阁，日常工作是扫地，堪稱《天龍八部》以至金庸系列中最深不可測的人物，為金庸小說中武功絕頂的高手之一。

## 武功
掃地僧能將內力化成一堵無形氣牆，先後曾將鸠摩智暗地對他彈去的無相劫指散得無形無蹤、蕭峰使上了十成力的降龍十八掌「見龍在田」消於無形、慕容復的雙掌之力盡數化去，亦曾隔空運氣托起行禮的玄生、玄滅。
之後掃地僧僅憑避實擊虛的技巧支開蕭峰的雙掌以至擊倒蕭遠山，自身承受蕭峰的掌擊斷了幾根肋骨，隨後蕭峰和慕容復向掃地僧同發掌力，力道更是巨大，但他在二人掌風推送之下飄出數丈，手提二屍直向山下走去。
此外掃地僧能識出鳩摩智以逍遙派的小無相功作根基嘗試兼通少林絕技，然而鳩摩智對他出招時仍然居於下風，而且逍遙派之名在武林中鮮為人知。

## 概述
掃地僧在蕭遠山父子與慕容博父子相遇時現身，對於蕭遠山、慕容博、鳩摩智和天竺僧波羅星竊取少林絕技之事，點出他們在佛法修為不足之下強練上乘武功，造成他們身體上的隱疾，並以過去沉迷武學的玄澄未聽取他三次提醒以至筋脈俱斷作為勸諫。
當慕容博與蕭遠山欲血殺對方時，掃地僧先後將兩人打至斷氣作龜息之眠，再透過陰陽互濟讓他們化解對方的內傷起死回生，摒棄戾氣的兩人至此明白家國讎恨、生死離別都如夢境，方才放棄仇恨、大徹大悟，決定皈依佛門，不再過問世間恩怨。
之後扫地僧正在為眾人說法之時，鳩摩智突施毒手，以火焰刀傷了段譽，扫地僧袍袖一拂，將鳩摩智推出數丈之外，鳩摩智也不敢停留，轉身飛奔下山。

## 性格
過去少林寺僧人從未注意到掃地僧，就連蕭遠山父子與慕容博父子也是直到掃地僧說話才有所察覺。平時掃地僧都會暗自將佛經（大乘妙法蓮華經、雜阿含經）擺在藏经阁的武學旁邊，期盼盜書者能借去參悟。
掃地僧指出修習少林絕技需以相應的佛法渡化，然而其認為當修為突破武學障的高僧通常不願多學傷人法門，他亦讚許玄澄在無法練武後勤修佛法的成就。劇情中暗示掃地僧不論在武功還是佛法等修為皆遠在玄字輩僧人之上，即便段譽習得了看似天下無敵的六脈神劍仍無法凌駕於他。

## 影視形象

### 劇集
- 葉夏利：香港無綫電視《天龍八部》（1982年）
- 鮑方：香港無線電視《天龍八部》（1997年）
- 周曉文：江蘇省廣播電視總台、九洲音像出版公司聯合出品《天龍八部》（2003年）
- 高雄：中國華策影視、東陽大千影視聯合出品《天龍八部》（2013年）
- 袁祥仁：中國新麗傳媒《新天龍八部》（2021年）